# Стоєв Юрій Олексійович
Юрій Олексійович Стоєв (20 липня 1973) — український спортсмен з кульової стрільби. Майстер спорту України міжнародного класу. 
Користується інвалідним візком.
Дворазовий переможець Кубку світу 2013 року. Бронзовий призер чемпіонату Європи 2013 року. Чемпіон, срібний та бронзовий призер Кубку світу 2014 року. Триразовий срібний та дворазовий бронзовий призер Кубків світу 2015 року. Чемпіон, срібний та бронзовий призер Кубків світу 2016 року.